# اتامپ-سور-مارن
اتامپ-سور-مارن (به فرانسوی: Étampes-sur-Marne) یک کمون در فرانسه است که در ان (ا-دو-فرانس) واقع شده‌است. اتامپ-سور-مارن ۲٫۲۴ کیلومتر مربع مساحت و ۱٬۲۰۶ نفر جمعیت دارد و ۹۰ متر بالاتر از سطح دریا واقع شده‌است.